# كانجرا

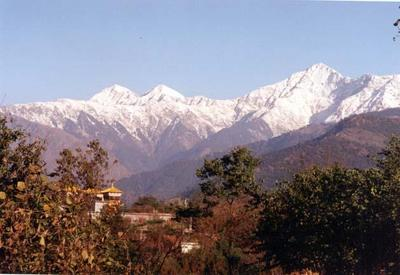

كانجرا رمزها «KA» (بالإنجليزية: Kangra) ، هو تقسيم إداري لدولة الهند تتبع ولاية هيماجل برديش (بالإنجليزية: Himachal  Pradesh) ، مركزها هو مدينة داراماسالا (بالإنجليزية: Dharamasala) عدد سكانها حسب تعداد سنة 2001 هو 1,338,536 ، مساحتها 5,739 كم² وكثافة السكان 233 لكل كم² .